# アウグステ・フォン・ハーナウ＝ホロヴィッツ
アウグステ・マリー・ゲルトルーデ・フォン・ハーナウ・ウント・ツー・ホロヴィッツ（Auguste Marie Gertrude Prinzessin von Hanau und zu Hořowitz, 1829年9月21日 - 1887年9月18日）は、最後のヘッセン選帝侯フリードリヒ・ヴィルヘルム1世の長女。

## 生涯
ヘッセン選帝侯世子フリードリヒ・ヴィルヘルムとその愛人ゲルトルーデ・レーマンの間の1人目の私生児として生まれた。母はプロイセン陸軍少尉カール・ミヒャエル・レーマン（1787年 - 1882年）の妻であり、夫との間に2人の息子がいた。アウグステと次妹アレクサンドリーネは母とレーマン少尉の婚姻中に生まれたため、当初は戸籍上の父レーマンの姓を名乗った。母が1831年にレーマンと正式に離婚して実父の選帝侯世子と再婚すると、レーマンは2人の娘の父親であることを否認し、姉妹は実父フリードリヒ・ヴィルヘルムの娘だと認められた。ただし、両親の婚姻は貴賤結婚だったので、彼女とその弟妹たちは母に授けられたシャウムブルク伯爵（夫人）の姓を名乗るに留まった。1853年に母がハーナウ侯夫人の爵位を授けられると、兄弟姉妹はハーナウ侯子・侯女の身分に格上げされた。
1849年7月17日にヴィルヘルムスヘーエ城において、イーゼンブルク＝ビューディンゲン＝ヴェヒタースバッハ伯爵家家長フェルディナント・マクシミリアン3世（1824年 - 1903年）と結婚した。夫は軽度の精神障害を抱えていた。彼は1853年、姑にハーナウ侯夫人の爵位が与えられたのに伴って妻の敬称が「諸侯家の殿下（Durchlaucht）」に繰り上がっていたにもかかわらず、カッセルの新聞が彼女の敬称を「伯爵家の殿下（Erlaucht）」として記事を出したことに腹を立て、舅の選帝侯に仕える首相ルートヴィヒ・ハッセンプフルクを襲って杖で殴り、怪我を負わせた。この暴行事件により、彼は一時的に精神病院に入院している。夫は1865年、父選帝侯の計らいで侯位を授けられ、フェルディナント・マクシミリアン1世侯を称した。
アウグステは父選帝侯と親しい関係を保ち続けた。1866年、ドイツ戦争で選帝侯がプロイセン軍に敗れてシュテッティンで捕虜生活を送っていた頃に、アウグステは父を訪ねている。1887年、手術を受けた直後に、夫に見守られながら亡くなった。

## 子女
夫との間に2男2女をもうけた。
- フリードリヒ・ヴィルヘルム・アドルフ・ゲオルク・カジミール・カール（1850年 - 1933年） - イーゼンブルク＝ビューディンゲン＝ヴェヒタースバッハ侯、1879年に伯爵令嬢アンナ・ドブジェンスキーと結婚
- ゲルトルーデ・フィリッピーネ・アレクサンドラ・マリー・アウグステ・ルイーゼ（1855年 - 1932年） - 1875年にイーゼンブルク＝ビューディンゲン＝ビューディンゲン侯子アーダルベルト[2]と結婚（1877年離婚）、1878年にローベルト・フォン・パーゲンハルト男爵と再婚（1899年離婚）
- ゲルタ・アウグステ（1863年 - 1945年） - 1885年、ザクセン＝ヴァイマル＝アイゼナハ大公子ヴィルヘルムと結婚
- マクシミリアン（1867年 - 1904年）

## 引用・脚注
1. ↑  Loschによる。Hubertyによるとフランクフルト・アム・マインまたはマインタール市ホッホシュタットを出生地とする説がある。
2. ↑  イーゼンブルク＝ビューディンゲン＝ビューディンゲン侯エルンスト・カジミール2世の次男。